# Кјанава (Козенца)
Кјанава је насеље у Италији у округу Козенца, региону Калабрија.
Према процени из 2011. у насељу је живело 39 становника. Насеље се налази на надморској висини од 9 м.